# Socialistická autonomní oblast Kosovo
Socialistická autonomní oblast Kosovo (zkráceně SAO Kosovo; srbochorvatsky Socijalistička Autonomna Pokrajina Kosovo, SAP Kosovo; Социјалистичка Аутономна Покрајина Косово, САП Косово; albánsky Krahina Socialiste Autonome e Kosovës) byla socialistickou autonomní oblastí, jež byla součástí Socialistické republiky Srbsko. Svým postavením se nelišila od jednotlivých republik federace, nejviditelnějším rozdílem byla absence vlajky a znaku. SAO Kosovo vznikla v roce 1968 v souvislosti s dodatky pět let staré ústavy. 2. července 1990 se místní parlament pokusil vyhlásit Kosovo svazovou republikou, za což ho srbský parlament 5. července rozpustil. Za konec její existence bývá považováno 28. září 1990, kdy srbský parlament přijal novou ústavu, která fakticky zrušila politickou autonomii obou autonomních oblastí.

## Vývoj názvu
- 1945–1963: Autonomní Kosovsko-metochijská oblast jako součást Lidové republiky Srbsko
- 1963–1968: Autonomní oblast Kosovo a Metochie jako součást Socialistické republiky Srbsko
- 1968–1990: Socialistická autonomní oblast Kosovo jako součást Socialistické republiky Srbsko[3]

## Historie

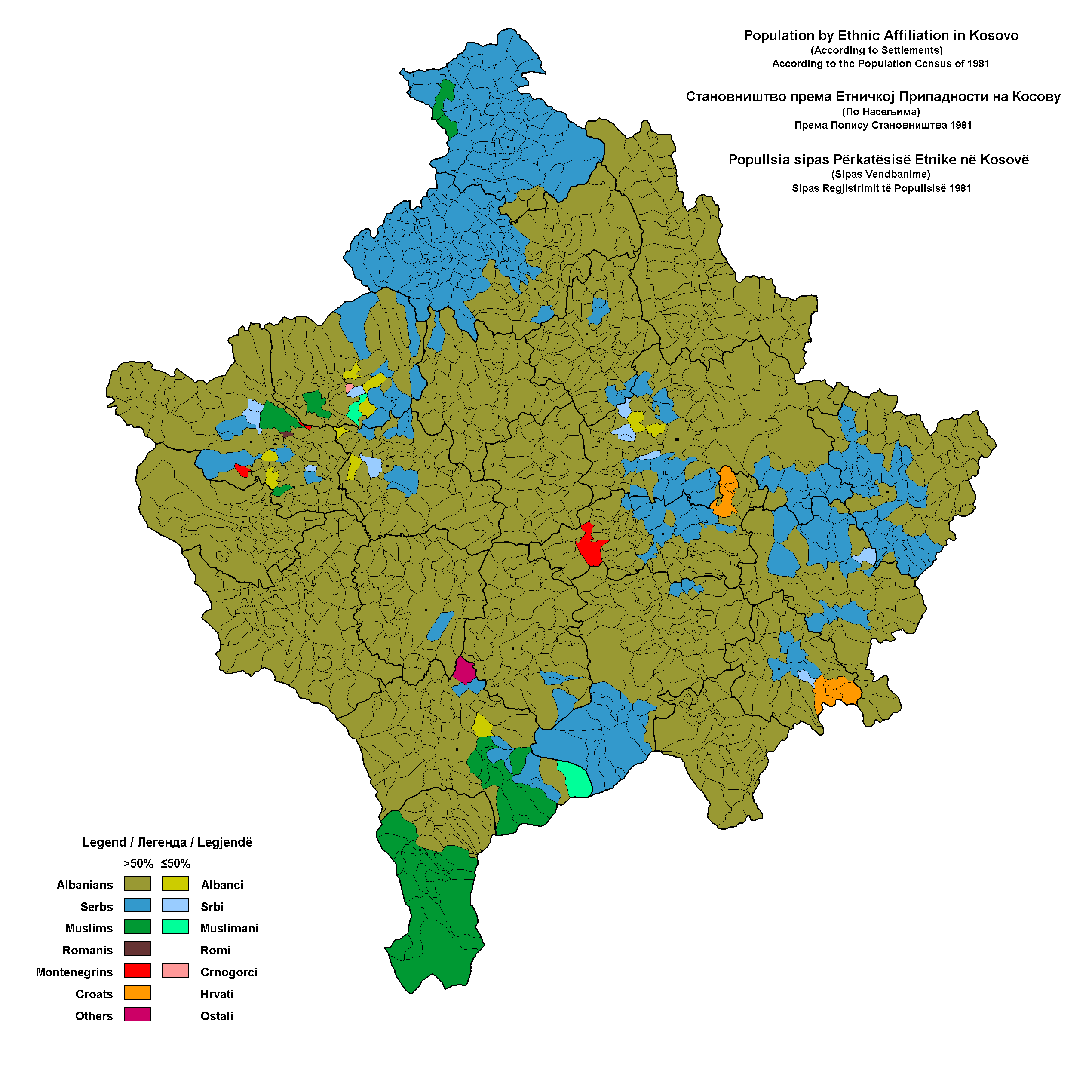
Etnická struktura Kosova podle sídel, dle sčítání lidu z roku 1981

Již v roce 1945 rozhodlo Národní shromáždění Lidové republiky Srbsko o vytvoření dvou autonomních oblastí: Kosova a Vojvodiny. Významným mezníkem ve vývoji autonomních oblastí však byla až ústava z roku 1974, která autonomním oblastem poskytovala širší rozsah autonomie. Tito ve svém projevu ke špičkám státu, armády a strany v Karađorđevu na konci roku 1979 kritizoval politiku kosovských představitelů po přijetí ústavy z roku 1974 – podle Tita se kosovští Albánci domnívali, že dostali víc práv a část státnosti, což využili k přímému jednání s představiteli Albánie, kdy tak obešli republikové i federální reprezentace.
Z důvodů rozporů mezi Jugoslávií a Sovětským svazem začala vzrůstat obava z případné infiltrace místního obyvatelstva od Hodžova albánského režimu. Represe vyústily v roce 1956 v takzvaném prizrenském procesu, který byl po pádu Rankoviće označen za nezákonný.
V listopadu 1968 otřásly některými kosovskými a západomakedonskými městy demonstrace Albánců, které požadovaly vytvoření vlastní republiky v rámci jugoslávské federace, která měla zahrnovat území nejen Kosova, ale také část západní Makedonie a Černé Hory. Vláda za pomoci armády nepokoje potlačila, odmítla možnost vzniku samostatné republiky, ale formou ústavních dodatků rozšířila v roce 1971 kompetence autonomních oblastí na faktickou úroveň republik.
V březnu 1981 propukly v Kosovu bouřlivé demonstrace, na nichž demonstranti volali po vlastní republice, sjednocení všech albánských území a velebili soudobý režim v Albánii. Následovalo vyhlášení mimořádného stavu v některých městech a vyhlášení krizové situace (podle tehdejšího jugoslávského názvosloví se jednalo o mírnější stanné právo) v oblasti na dvacet měsíců. V listopadu 1981 přijal ústřední výbor Svazu komunistů Jugoslávie materiál Předsednictva federace, který analyzoval příčiny nepokojů a pokoušel se vytvořit osnovu, jak podobným situacím v budoucnosti politicky předcházet.
V lednu 1986 otiskl literární týdeník Kniževne novine petici kosovského slovanského obyvatelstva, v níž si stěžují na diskriminaci ze strany místních Albánců. V dubnu 1987 dochází k obratu v politice Slobodana Miloševiće: dosavadní odpůrce projevů srbského nacionalismu podpořil při návštěvě Kosova požadavky místní srbské a černohorské minority památnými slovy: "Nikdo vás nesmí bít". Jeho projev na Kosově Poli je počátkem přechodu srbských komunistů k velkosrbskému nacionalismu. V lednu 1988 začíná proces ústavních reforem v Srbsku, na jehož konci jsou v březnu 1989 omezeny pravomoci autonomních oblastí. Oblasti přišly o právo veta na ústavní změny v republice a částečně také o svou zákonodárnou, správní a soudní pravomoc. Přestože hlasování Kosovského parlamentu nedosáhlo požadované dvoutřetinové většiny, bylo prohlášeno za platné. Ještě v říjnu 1988 demonstrují Albánci proti srbskému nacionalismu a zásahů do autonomie Kosova.
Definitivní konec autonomie přinesla nová srbská ústava z 28. září 1990.
Je vhodné však také dodat, že ačkoliv Kosovo patřilo mezi ekonomicky nejzaostalejší oblasti SFRJ, místní životní úroveň se oproti meziválečnému období nebývale zvýšila a to také díky fondům, přes které do Kosova proudily finanční prostředky - pravdou ale zůstává, že jejich využití bylo neefektivní., Pravdou také je, že životní úroveň obyvatele Kosova dosahovala zhruba jedné osminy průměrného standardu ve Slovinsku.

## Politika
Politickou hegemonii zde jako ve zbytku federace měla Komunistická strana, respektive Svaz komunistů.
Po pokusu o vyhlášení vlastní svazové republiky byl v červenci 1990 rozpuštěn kosovský parlament, jehož pravomoci převzal parlament srbský, což bylo v březnu 1991 stvrzeno zákonem.
V čele státu je po roce 1974, po vzoru federálního Předsednictva, Předsednictvo SAO Kosovo.

### Představitelé Kosova
- Předsedové Lidového shromáždění (1953–1974)
  - Fadil Hodža (1945–1953)
  - Ismet Šaćiri (1953)
  - Đorđije Pajković (1953–1956)
  - Pavle Jovićević (1956–1960)
  - Dušan Mugoša (1960–1963)
  - Stanoje Akšić (1963–1967)
  - Fadil Hodža (1967–1969)
  - Ilaz Kurteši (1969–1974)
- Předsedové Předsednictva Socialistické autonomní oblasti Kosovo (1974–1990)
  - Džavid Nimani (1974–1981)
  - Ali Šukrija (1981–1982)
  - Kolj Široka (1982–1983)
  - Šefket Nebih Gaši (1983–1985)
  - Branislav Skembarević (1985–1986)
  - Bajram Selani (1986–1988)
  - Remzi Kolgeci (1988–1989)
  - Hisen Kajdomčaj (1989–1990)